# Armoriale delle famiglie italiane (Gua-Gue)
Questo è l'armoriale delle famiglie italiane il cui cognome inizia con le lettere che vanno da Gua a Gue.

## Armi

### Guab
| Stemma | Casato e blasonatura |
| ------ | --- |
|        | Guabernia (Messina) d'argento, al leone di rosso, tenente con le zampe del davanti un ramo d'olivo di verde (citato in Mango e in (25)) Notizie storiche in Famiglie nobili di Sicilia. |

### Guac
| Stemma | Casato e blasonatura |
| ------ | --- |
|        | Guaccimanni (Forlì) Grifone (citato in DAlena) |
|        | Guacetti (Cesena) (la blasonatura non è stata ancora caricata) (citato in BLCW) Immagine in Blasone Cesenate. |
|        | Guacimani (Cesena) (la blasonatura non è stata ancora caricata) (citato in BLCW) Immagine in Blasone Cesenate. |
|        | Guacimanni (Ravenna) trinciato d'argento e di nero con un grifone dall'uno all'altro tenente nell'artiglio destro un bisante d'oro, ad una cotissa di rosso, caricata di tre stelle di 6 raggi d'oro poste sopra il tutto (citato in (4) – Vol. III pag. 596) 3 stelle (6 raggi) di oro su banda di rosso su - grifo rampante trinciato di nero e di argento tenente nella destra una palla di oro tutto su trinciato di argento e di nero (citato in LEOM) |

### Guad
| Stemma | Casato e blasonatura |
| ------ | --- |
|        | Guadagni (Firenze) di rosso, alla croce spinata d'oro (citato in (4) - Vol. III pag. 597 e in (6) – pag. 47) croce doppioseghettata di oro su rosso (citato in LEOM) (Immagine nella Raccolta stemmi Trippini (JPG).) Cimiero: un liocorno uscente d'argento col motto Exaltabitur |
|        | Guadagni (Arezzo) di argento alla testa di moro tenente in bocca una rosa gambuta e fogliata di verde (citato in (4) – Vol. III pag. 599) D'argento, alla testa di moro di nero, tenente in bocca un ramo di rosaio fiorito di un pezzo di rosso (citato in (15)) testa di moro al naturale di profilo tenente in bocca una rosa di argento stelata e fogliata di verde tutto su argento (citato in LEOM) |
|        | Guadagni (Firenze) Di rosso, alla croce spinata d'oro (citato in (15)) (DE) In Rot 1 gedorntes goldenes Kreuz (citato in (28)) (la blasonatura non è stata ancora caricata) (Immagine nella Raccolta stemmi Topoguz.) |
|        | Guadagni (Arezzo) Troncato d'oro e d'azzurro, alla fascia di rosso passata sulla troncatura, e accompagnata da due stelle a otto punte e una losanga, 2.1, del secondo nel primo, e da una stella a otto punte e due losanghe, 1.2, del primo nel secondo (citato in (15)) |
|        | Guadagni (Cremona) Titolo: conti di San Grato, patrizi di Casalmaggiore d'azzurro alla fascia d'oro, accompagnata da due gigli dello stesso, uno in capo ed uno in punta (citato in BLCR) Immagine in Blasonario Cremonese (archiviato dall'url originale il 5 marzo 2017). |
|        | Guadagni del Lion Nero (Firenze) D'argento, alla testa e collo di moro al naturale, vestita di verde, tenente in bocca un rametto di rosaio fiorito di un pezzo di rosso (citato in (15)) |
|        | Guadagnoli (Arezzo) Di rosso, a due draghi controrampanti e coronati, e alla fascia attraversante, il tutto d'oro (citato in (15)) |
|        | Guadaleta (Molfetta) Lepre (citato in DAlena) |

### Guag
| Stemma | Casato e blasonatura |
| ------ | --- |
|        | Guagnaletti (Toscana) (DE) Gespalten: Rechts in Schwarz 3 silberne Balken, links silber-blau geteilt, oben 1 nach oben geöffneter grüner Lorbeerkranz (citato in (28)) |
|        | Guagnoletti (Toscana) (DE) Geteilt: Oben in Silber? 3 fächerförmig gestellte gestürzte Nägel, unten in Blau 1 liegender silberner Halbmond (citato in (28))            |

### Guai
| Stemma | Casato e blasonatura |
| ------ | --- |
|        | Guaineri (Brescia) troncato di azzurro e di argento, nel 1º al crescente montante d'oro con cinque raggi dello stesso uscenti dal basso, accostato da tre crocette patenti d'argento; nel 2º a cinqu raggi d'oro sorgenti dalla punta (citato in (4) – Vol. III pag. 600) luna montante di oro radiante in basso di 5 pezzi su azzurro - 3 crocette patenti poste 1,2 di argento su azzurro - 5 raggi di oro uscenti dalla punta su argento (citato in LEOM) |

### Gual
| Stemma | Casato e blasonatura |
| ------ | --- |
|        | Guala e Guala Micheletti Bicchieri Titolo: consignori di Burolo D'argento, alla fascia accompagnata da tre pezzi di vaio, di rosso alias D'argento, alla fascia accompagnata da tre bicchieri senza piede, di rosso (citato in (18)) |
|        | Guala (Biella) Troncato, d'oro, all'aquila, di nero, e d'azzurro, a tre stelle d'oro, 2, 1 Motto: trans ethera tutus (citato in (18)) |
|        | Gualagnini (Cesena) (la blasonatura non è stata ancora caricata) (citato in BLCW) Immagine in Blasone Cesenate. |
|        | Gualandi o Gualandi del Carro (Pisa, Firenze) d'argento a tre bande di rosso (citato in (4) – Vol. III pag. 600 e in (15)) 3 bande di rosso su argento (citato in LEOM) (DE) In Silber 3 rote Schrägbalken (citato in (28)) alias Bandato di sei pezzi d'argento e di rosso (citato in (15)) |
|        | Gualandi (Prato) Sbarrato di sei pezzi di rosso e d'argento (citato in (15)) |
|        | Gualandi (Cesena) (d'argento, a tre bande di rosso) (citato in BLCW) Immagine in Blasone Cesenate. |
|        | Gualderani (Firenze) D'argento, al massacro di cervo di rosso (citato in (15)) |
|        | Gualdi (Ovada) Di rosso, alla banda d'azzurro, caricata di tre gigli d'argento; con il capo d'oro, caricato di un'aquila rivoltata col volo abbassato e coronata di nero (citato in (31)) |
|        | Gualdi (Cesena) (la blasonatura non è stata ancora caricata) (citato in BLCW) Immagine in Blasone Cesenate. |
|        | Gualdimari (Pistoia) D'oro, all'aquila dal volo abbassato di nero (citato in (15)) |
|        | Gualdimari (Pistoia) Troncato d'azzurro e d'oro, a due crescenti rovesciati dell'uno nell'altro, e alla fascia di nero passata sulla troncatura (citato in (15)) |
|        | Gualdo (Cologna Veneta, Vicenza) Titoli: Conte partito di uno, troncato di due; al 1º e 6º d'oro, all'aquila, bicipite di nero, coronata all'imperiale; al 2º e 3º d'argento alla cometa di rosso; al 4º e 5º d'argento a tre bande di verde, col capo di rosso ed in cuore uno scudetto partito di rosso e d'argento, il 1º alla fascia del 2º, il 2º alla torre del 1º Cimiero: l'aquila bicipite imperiale (citato in (4) – Vol. III pag. 601) scudetto partito di rosso alla fascia di argento e di argento alla torre di rosso tutto su - aquila bicipite di nero sormontata da corona reale di oro su oro - cometa di rosso posta in palo su argento - 3 bande di verde su argento - capo di rosso pieno (citato in LEOM) |
|        | Gualdo (Sicilia) di rosso, all'elmo d'oro (citato in Mango e in (25)) Notizie storiche in Famiglie nobili di Sicilia. |
|        | Gualdolini (Cesena) (la blasonatura non è stata ancora caricata) (citato in BLCW) Immagine in Blasone Cesenate. |
|        | Gualducci (Firenze) D'azzurro, alla banda d'oro (citato in (15)) (DE) In Blau 1 goldener Schrägbalken (citato in (28)) |
|        | Gualducci (Toscana) (DE) In Blau 1 rotbordierter silberner Schrägbalken (citato in (28)) |
|        | Gualengo (Cesena) (la blasonatura non è stata ancora caricata) (citato in BLCW) Immagine in Blasone Cesenate. |
|        | Gualfredi (Pisa) Troncato cuneato d'argento e di rosso, al leone leopardito del primo nel secondo alias Troncato cuneato d'argento e di rosso, al leone leopardito del primo nel secondo; con il capo d'azzurro (citato in (15)) |
|        | Gualfreducci (Firenze) D'oro, alla rotella di ross (citato in (15)) |
|        | Gualfreducci (Pistoia) Partito: nel 1° d'oro, all'aquila di nero uscente dalla partizione e coronata del campo; nel 2° di rosso, a tre penne cadenti d'argento, poste in banda e ordinate l'una sull'altra (citato in (15)) |
|        | Gualperto (Padova) testa di leone in maestà di verde con la lingua sporgente di rosso su argento (citato in LEOM) |
|        | Gualteri o Gualtieri (Messina) fasciato d'oro e d'azzurro (citato in Mango e in (25)) alias di rosso, a due leoni coronati d'oro, contra-rampanti ad un albero di pino al naturale (citato in Mango) Notizie storiche in Famiglie nobili di Sicilia. |
|        | Gualterio (Roma, Bagnorea) d'azzurro a tre fasce d'oro accompagnate da tre palle dello stesso ordinate nel capo (citato in (4) – Vol. III pag. 601) 3 fasce di oro su azzurro - accompagnate da 3 palle di oro poste in fascia in alto su azzurro (citato in LEOM) Cimiero: un drago nascente dalla cui bocca esce il motto: Hesperidum munus et non totus iaceo Sostegni: due leoni al naturale affrontati |
|        | Gualterio (Sicilia) di rosso, con due leoni coronati d'oro controrampanti ad un albero di pino al naturale (citato in (25)) Notizie storiche in Famiglie nobili di Sicilia. |
|        | Gualterotti (Firenze) tagliato, cuneato (inchiavato) d'oro e di azzurro (citato in (2) – pag. 218, in (6) - pag. 136 e in DAlena) |
|        | Gualterotti (Firenze) Trinciato cuneato d'oro e d'azzurro alias Trinciato cuneato d'oro e d'azzurro, con lo scudetto rotondo del Popolo fiorentino posto nel cantone sinistro del capo (citato in (15)) |
|        | Gualterotti (Pistoia) Trinciato di rosso e d'azzurro, la linea di partizione accostata da due filetti in banda d'oro alias Trinciato di rosso e d'azzurro, alla banda d'argento bordata d'oro passata sulla partizione (citato in (15)) |
|        | Gualterotti (Siena) Partito: nel 1° fasciato di sei pezzi d'argento e d'azzurro; nel 2° d'azzurro pieno (citato in (15)) |
|        | Gualterotti (Città di Castello) di rosso a tre bande scaccate di tre file di oro e di azzurro (citato in (4) – Vol. III pag. 602) 3 bande scaccate di oro e di azzurro (3file) su rosso (citato in LEOM) |
|        | Gualterutti (Firenze) Scaccato di rosso e d'argento alias Scaccato di rosso e d'argento, con il capo di..., caricato di un castello turrito di un pezzo di... (citato in (15)) |
|        | Gualtieri (Firenze) D'azzurro, al cane rampante d'argento, addestrato da tre stelle a otto punte d'oro alias D'azzurro, al cane rampante rivolto d'argento, sinistrato da tre stelle a sei punte, ordinate una sull'altra (citato in (15)) |
|        | Gualtieri o Gualtieri del Nicchio (Toscana) (DE) In Blau 1 silberner Hund, oben rechts begleitet von 3 sechsstrahligen goldenen Sternen schräglinksbalkenweise (citato in (28)) |
|        | Gualtieri (Arezzo) Trinciato d'azzurro e d'oro, a due stelle a sei punte dell'uno nell'altro, e alla banda d'argento passata sulla trinciatura (citato in (15)) |
|        | Gualtieri (Napoli) Titolo: nobili d'azzurro a tre bande d'oro abbassate in punta e sormontate da un crescente e da una stella caudata dello stesso (citato in (4) – Vol. III pag. 602 e in (19)) 3 bande abbassate di oro su azzurro - luna montante di oro sormontata da - cometa dello stesso posta in palo su azzurro (citato in LEOM) |
|        | Gualtieri (Cosenza) Fasciato d'oro e d'azzurro (citato in DAlena e in BLCL) |
|        | Gualtieri (Roma) (la blasonatura non è stata ancora caricata) (Immagine nell' Archivio Storico Capitolino (PDF) (archiviato dall'url originale il 4 marzo 2016).) |
|        | Gualtieri (Cesena) (la blasonatura non è stata ancora caricata) (citato in BLCW) Immagine in Blasone Cesenate. |
|        | Gualtieri di Brienne (Toscana) (DE) In mit senkrecht gestellten silbernen Rechtecken bestreutem blauen Feld 1 goldener Löwe, in der Bruststelle belegt mit 1 mit 1 roten Lilie belegten silbernenen Schild (citato in (28)) |
|        | Gualtierotti o Gualterotti (Toscana) (DE) Gold-blau spitzenförmig schräggeteilt (citato in (28)) |
|        | Gualtierotti o Gualterotti (Toscana) (DE) Gold-blau spitzenförmig schräggeteilt, im linken Obereck 1 mit 1 roten Kreuz belegte silberne Scheibe (citato in (28)) |

### Guam
| Stemma | Casato e blasonatura                                                                                                   |
| ------ | --- |
|        | Guambelli (Cavaglià) Di nero, a tre bisanti d'argento, con il capo d'oro, carico di un'aquila di nero (citato in (18)) |

### Guan
| Stemma | Casato e blasonatura |
| ------ | --- |
|        | Guancimanni (Ravenna) (o Guacimanni) trinciato d'argento e di nero al grifo dell'uno all'altro tenente nell'artiglio destro un bisante d'oro alla cotissa di rosso attraversante sul tutto, caricata di tre stelle (6) d'oro (citato in (2) – pag. 222, in (6) - pag. 124 e in DAlena) |
|        | Guantera o Guantieri (Verona) monte a 3 cime di verde tutte e 3 cimate da una fiamma di rosso uscente da - campagna di verde attraversata da una riviera di argento a forma di fascia ondata - 2 stelle (5 raggi) di oro poste in fascia in alto su azzurro (citato in LEOM)           |

### Guar
| Stemma | Casato e blasonatura |
| ------ | --- |
|        | Guaracchi o Guaracco (Alessandria) Inquartato d'argento e di rosso alias Inquartato di rosso e d'oro (citato in (18)) |
|        | Guarardi (Cesena) (la blasonatura non è stata ancora caricata) (citato in BLCW) Immagine in Blasone Cesenate. |
|        | Guarca o Guarco (Ovada) D'oro, al leone coronato di rosso, sostenuto dalla campagna di verde (citato in (31)) |
|        | Guarco o Gualco (Genova) Titolo: signori di Cavallirio, Pontecurone, Quattordio, Roccaverano D'azzurro, al leone d'oro, armato e lampassato di rosso alias Di verde, al leone coronato d'argento (citato in (18)) |
|        | Guardabassi (SicPerugialia) leone rampante nascente al naturale su sbarrato di argento e di rosso - pecora pascente al naturale su terrazzo di verde - 2 alberi al naturale convergenti sopra la pecora - stella (6 raggi) di argento in alto a sinistra su azzurro (citato in LEOM) |
|        | Guardadio (Venezia) (FR) D'azur, à un avant-bras, en barre, mouv. du canton dextre de la pointe, paré d'or, la main appaumée de carnation dirigée vers une auréole d'or, mouv. d'une émanchure d'azur au canton senestre du chef. (citato in JB Rietstap (archiviato dall'url originale il 6 febbraio 2021).) |
|        | Guardalanzi (Sicilia) d'argento, con un leone di nero, impugnante uno stendardo di rosso svolazzante a sinistra, caricato da tre lance d'argento (citato in (25)) Notizie storiche in Famiglie nobili di Sicilia. |
|        | Guardati (Napoli) Titolo: patrizi di Sorrento d'azzurro al castello merlato di tre torri di oro (citato in (4) – Vol. III pag. 602, in (19) e in (24)) castello a 3 torri di oro uscente dalla punta finestre e porta chiuse dello stesso su azzurro (citato in LEOM) Notizie storiche in Nobili napoletani. |
|        | Guardavoglia di Messina (Sicilia) (la blasonatura non è stata ancora caricata) (citato in (25)) Notizie storiche in Famiglie nobili di Sicilia. |
|        | Guardi (Firenze) D'argento, al monte di sei cime d'oro, e alla banda diminuita attraversante d'azzurro; con la bordura spinata di rosso alias D'argento, al monte di sei cime d'oro, e alla banda diminuita attraversante d'azzurro; con la bordura spinata d'oro (citato in (15)) |
|        | Guardi (Toscana) (DE) Innerhalb 1 silbernen Spickelschildbords in Silber 1 schwebender goldener Sechsberg, überdeckt von 1 blauen Schrägbalken (citato in (28)) |
|        | Guardi (Firenze) Trinciato d'argento e di rosso, al cane rampante attraversante di nero (citato in (15)) |
|        | Guardi (Firenze) D'argento, a sei merli di torre alla ghibellina di rosso, murati di nero, 3.2.1 (citato in (15)) |
|        | Guardi (Firenze) D'azzurro, alla croce composta di una croce gigliata e di una croce di sant'Andrea potenziata, il tutto d'oro (citato in (15)) |
|        | Guardi (Firenze) Palato di sei pezzi di... e di vaio (citato in (15)) |
|        | Guardi del Cane o Guardi del Cane da Montelungo o Guardi del Cane da Montelungo del Lion Nero o Guardi del Cane del Quartiere di Santa Croce (Toscana) (DE) In silber-rot schräggeteiltem Feld 1 schwarzer Hund (citato in (28)) |
|        | Guardini (Prato) Di rosso, alla banda d'argento accompagnata da due stelle a sei punte d'oro, 1.1 (citato in (15)) |
|        | Guardini (Colle, Firenze) Di..., alla banda di..., caricata di tre stelle a otto punte di...; e al capo d'Angiò (citato in (15)) |
|        | Guardini (Firenze, Prato) D'azzurro, al toro furioso d'oro, accompagnato in capo da due stelle a otto punte dello stesso (citato in (15)) (DE) In Blau 1 goldener Stier, begleitet oben von 2 achtstrahligen goldenen Sternen (citato in (28)) |
|        | Guardiola o Inguardiola (Sicilia) Titolo: barone d'Ursito di verde, con un castello ad una torre merlata d'argento, chiuso di nero, dalla cui sommità alzasi una bandiera scaccheggiata d'argento e di nero, con una croce in s. Andrea del primo svolazzante a destra (citato in (25)) Corona di barone Notizie storiche in Famiglie nobili di Sicilia. |
|        | Guarducci (Firenze) d'oro a tre sbarre di azzurro col leone di rosso attraversante sul tutto e tenente una spada al naturale nella branca destra (citato in (4) – Vol. III pag. 603) leone rampante di rosso tenente con la destra una spada al naturale posta in palo su - 3 sbarre di azzurro su oro (citato in LEOM) |
|        | Guarducci (Fiesole) D'oro, a tre sbarre d'azzurro, e al leone attraversante di rosso tenente nella branca destra una spada alta al naturale, guarnita d'oro (citato in (15)) |
|        | Guarena o Gorena (Chieri) D'argento, alla fascia d'azzurro, carica di un giglio d'oro Motto: Par pari refertum (citato in (18)) |
|        | Guarenghi (Cesena) (la blasonatura non è stata ancora caricata) (citato in BLCW) Immagine in Blasone Cesenate. |
|        | Guarenti (Firenze) Troncato: nel 1° d'argento, al leone di rosso nascente dalla partizione; nel 2° d'azzurro, alla ruota d'argento (citato in (15)) |
|        | Guarienti (Verona) Titoli: Nobile, Conte d'argento al toro di rosso furioso, caricato di una banda di oro, sopracarica di tre stelle d'azzurro alias inquartato: al 1º e 4º di Guarienti: d'argento al toro di rosso furioso, caricato di una banda d'oro, sopracarica di tre stelle d'azzurro; al 2º e 3º di Brenzone che è: troncato da un filetto di nero, sopra di rosso al leone passante d'oro; sotto di rosso a tre bande d'oro Cimiero: il toro del campo, nascente Motti: Recte et fortiter - Sub umbra alarum tuarum (citato in (4) – Vol. III pag. 603) |
|        | Guarienti (Verona) toro rampante di rosso caricato di un palo di oro sovraccaricato di 3 stelle (5 raggi) di azzurro su argento - filetto in fascia di nero su rosso - leone passante di oro sul filetto su rosso - 3 bande di oro su rosso in basso (citato in LEOM) |
|        | Guarienti (Verona) toro rampante di rosso caricato di un palo di oro sovraccaricato di 3 stelle (5 raggi) di azzurro su argento (citato in LEOM) |
|        | Guarienti (Verona) Titoli: Nobile inquartato: al 1º e 4º d'argento al toro di rosso furioso, carico di una banda d'oro, sopraccarica di tre stelle (6) d'azzurro; al 2º e 3º d'oro, all'aquila di nero bicipite, coronata del campo (citato in (4) – Vol. III pag. 604) |
|        | Guarienti (Verona) toro rampante di rosso caricato da un palo di oro sovraccaricato da 3 stelle (6 raggi) di azzurro tutto su argento - aquila bicipite di nero coronata alla reale di oro su oro (citato in LEOM) |
|        | Guariglia (Napoli) d'azzurro al leone d'oro linguato di rosso, passante su di un ramo di palma di verde, sormontato in capo da tre stelle d'oro (citato in LEOM) |
|        | Guarini (Forlì) troncato: al 1º d'oro all'aquila di nero coronata del campo; al 2º fasciato di nero e d'argento (citato in (4) – Vol. III pag. 604) aquila di nero coronata di oro sull'oro del troncato di oro e - fasciato di nero e di argento (citato in LEOM) |
|        | Guarini (Lecce) d'azzurro, alla banda d'argento, accompagnata in capo da un lambello a cinque gocce di rosso (FR) d'azur à une bande d'argent au lambel de cinq pendants de gueules (EN) azure a bend argent a label of five points gules |
|        | Guarini (Lecce) Titolo: duca di Poggiardo, nobili di Lecce di azzurro alla banda di oro accompagnata nel capo da un rastrello a cinque pendenti di rosso (citato in (4) – Vol. III pag. 605 e in (19)) banda di oro su azzurro - lambello (5 gocce) di rosso in alto a destra su azzurro (citato in LEOM) |
|        | Guarini (Lecce) filetto in palo di oro su azzurro - banda di argento - lambello (5 gocce) di rosso in alto su azzurro - 2 leoni controrampanti un albero di palma al naturale su ristretto di argento - 3 stelle (6 raggi) dello stesso in alto su azzurro poste 1,2 (citato in LEOM) |
|        | Guarini o Guarino (Sicilia) d'azzurro, alla banda d'argento, accompagnata in capo da un lambello a 3 gocce di rosso (citato in Mango) |
|        | Guarini o Guerrini (Mantova) Titolo: marchesi di Cavatore D'azzurro, a sei monti ristretti di verde, 1, 2, 3, muoventi dalla punta, sormontati da una fascia interzata (arcobaleno?) e da un sole, al naturale, uscente dal cantone sinistro del capo, accompagnato da quattro stelle (8), d'argento, disposte a semicerchio alias D'azzurro, a sei monti ristretti d'argento, 1, 2, 3, muoventi dalla punta, sormontati da una fascia interzata (arcobaleno?) e da un sole, di rosso (?), uscente dal cantone sinistro del capo, accompagnato da quattro stelle (8), d'argento, disposte a semicerchio (citato in (18)) |
|        | Guarino (Sicilia) campo azzurro, con una banda d'argento, ed un lambello di rosso di tré pendenti (citato in (25)) Notizie storiche in Famiglie nobili di Sicilia. |
|        | Guarna di rosso a 3 fasce ondate a onde grosse d'azzurro e d'argento (citato in (4) – Vol. II pag. 287). |
|        | Guarna (Catania) Titolo: barone di Callari, Baccaraso, Sacca di rosso, alla banda d'oro, caricata da una stella d'azzurro (citato in Mango e in (25)) Corona di barone Notizie storiche in Famiglie nobili di Sicilia. |
|        | Guarnacchi (Firenze) Di..., alla sopravveste (guarnacca) posta in banda di... (citato in (15)) |
|        | Guarnacci (Volterra) di azzurro alla banda abbassata d'oro caricata di 3 rose, gambute e fogliate di verde, accompagnate in capo a sinistra da un crescente di oro montante, il tutto sormontato dal capo d'Angiò (citato in (4) – Vol. III pag. 606) 3 rose di rosso stelate e fogliate di verde su banda abbassata di oro su azzurro - luna montante di oro in alto a destra - capo d'Angiò (citato in LEOM) |
|        | Guarnacci (Volterra) D'azzurro, alla banda d'oro caricata di tre rose di rosso, e accompagnata nel cantone sinistro del capo da un crescente montante d'oro; il tutto abbassato sotto il capo cucito d'Angiò alias D'azzurro, alla banda d'oro caricata di tre rose di rosso, e accompagnata nel cantone sinistro del capo da un crescente volto in banda d'oro; il tutto abbassato sotto il capo cucito d'Angiò alias D'azzurro, alla banda d'oro caricata di tre rami di rosaio di verde, fioriti di rosso, e accompagnata nel cantone sinistro del capo da un crescente montante d'oro; il tutto abbassato sotto il capo cucito d'Angiò alias D'azzurro, alla banda d'oro caricata di tre rami di rosaio di verde, fioriti di rosso, e accompagnata nel cantone sinistro del capo da un crescente volto in banda d'oro; il tutto abbassato sotto il capo cucito d'Angiò (citato in (15)) |
|        | Guarnaschelli (Piacenza) di azzurro, partito: a) al giglio di giardino fiorito di un pezzo, gambuto e fogliato di verde, nodrito sulla campagna al naturale e accompagnato a destra da una testa umana uscente dal lato dello scudo, e in capo da tre stelle d'argento, male ordinate; b) al monte sostenente un torello il tutto la naturale (citato in (4) – Vol. III pag. 606) giglio di giardino fiorito di un pezzo stelato e fogliato di verde su terrazzo dello stesso su azzurro - profilo di testa umana uscente da sinistra di carnagione - 3 stelle (5 raggi) di argento poste 1,2 su azzurro - monte uscente dalla punta sostenente un torello passante tutto al naturale su azzurro (citato in LEOM) |
|        | Guarnetta (Sicilia) d'oro, con un uccello di color pardo portante in bocca una palma di verde (citato in (25)) Notizie storiche in Famiglie nobili di Sicilia. |
|        | Guarnieri (Adria, Padova, Roma, Amsterdam) Titoli: Nobile troncato: al 1º d'azzurro al leone rivoltato; al 2º di nero a due leoni affrontati, il tutto al naturale (citato in (4) – Vol. III pag. 607) 3 leoni rampanti al naturale posti 1,2 su troncato di azzurro e di nero - il primo è rivolto - il secondo e il terzo controrampanti (citato in LEOM) |
|        | Guarnieri (Barletta, Rutigliano) d'azzurro alla testa di cervo al naturale e al capo d'oro caricato di un'aquila di nero (citato in (30)) |
|        | Guarnieri (Tropea) d'azzurro alla testa di cervo al naturale e al capo di oro caricato da un'aquila di nero (citato in BLCL) Immagine e notizie storiche in Tropea Magazine. |
|        | Guarnieri Passerini (Genova) partito: nel 1º troncato: a) di argento a tre frutti di ... al naturale, posti in fascia; b) di azzurro a tre gigli d'oro posti in fascia; nel 2º d'azzurro al bue di oro giacente sopra un terreno di verde, al capo triangolare dei Medici che è d'oro a cinque palle ritondate di rosso, poste in cinta e nel capo una più grande, d'azzurro, caricata di tre gigli d'oro, disposti 2 e 1 (citato in (4) – Vol. III pag. 607) 3 carote (probabili) su campo non identificato - 3 gigli di oro posti in fascia su azzurro - bue sdraiato di oro su terrazzo di verde su azzurro - punta triangolare di oro in capo caricata dalle 6 palle medicee (da una palla di azzurro caricata da 3 gigli di oro posti 2,1 in alto e 5 di rosso a forma di V) su azzurro (citato in LEOM)                                                                               |

### Guas
| Stemma | Casato e blasonatura |
| ------ | --- |
|        | Guaschi (Sicilia) trinciato, inchiavato d'oro e d'azzurro (citato in (25)) Notizie storiche in Famiglie nobili di Sicilia. |
|        | Guaschis de Beluscho (la blasonatura non è stata ancora caricata) (citato in DAlena) |
|        | Guasco (Alessandria) Titolo: principi del SRI; marchesi di Castellazzo, Castelletto d'Erro, Francavilla, Serralunga di Crea, Solero; conti di Frascaro, Gavi, Pavone; signori di Aimonetta, Alice Belcolle, Bellusco, Belmonte, Bisio, Bistagno, Castagnole, Cavatore, Conzano, Crea, Fiaccone, Fresonara, Grognardo, Montiglio, Morsasco, Orsara, Parasacco, Parodi, Pietra Marazzi, Piola, Piovera, Predosa, Rocchetta Tanaro, S. Michele, Sartirana, Sezzè, Spigno, Tagliolo, Tiglieto, Voltaggio; consignori di Cairo, Carcare, Ceva, Colcavagno, Felizzano, Gottasecca, Rivarone, Rosignano, S. Salvatore, Sessame Inquartato, al 1° e 4° di rosso, a due zampe di leone, d'oro, strappate, affrontate, poste in fascia, tenenti un anello d'oro, con il diamante, sormontato da un breve svolazzante scritto del Motto C'EST MON DESIR; al 2° e 3° trinciato dentato d'oro e d'azzurro; sul tutto di rosso, alla basilica pontificia, d'azzurro, attraversante con due chiavi, d'oro e d'argento, addossate decussate, con l'ingegno in basso alias Inquartato, al 1° e 4° di rosso, a due zampe di leone, d'oro, strappate, affrontate, poste in fascia, tenenti un anello d'oro, con il diamante; al 2° e 3° trinciato dentato d'oro e d'azzurro; sul tutto di rosso, alla basilica pontificia, d'azzurro, attraversante con due chiavi, d'oro e d'argento, addossate decussate, con l'ingegno in basso alias Trinciato dentato d'oro e d'azzurro alias Tagliato dentato d'oro e d'azzurro alias Trinciato dentato d’oro e d’azzurro, con il capo del primo, carico di un'aquila di nero Semitroncato partito, al 1°, a) di rosso, a due zampe di leone, d'oro, strappate, affrontate, poste in fascia, tenenti un anello d'oro, con il diamante, sormontato da un breve svolazzante scritto del Motto C'EST MON DESIR, b) trinciato dentato d'oro e d'azzurro, al 2° d'argento, alla vite di verde, accollata alla colonna al naturale, coronata Motto: C'est mon désir (citato in (18)) |
|        | Guasco o Guasco Gallarati (Roma, Torino, Francavilla, Bisio Murisengo) gonfalone di oro e di rosso 2 chiavi incrociate di oro e di argento e legate su scudetto ovale di rosso su - 2 zampe di leone recise afferranti anello tutto di oro gemmato al naturale su rosso - trinciato seghettato di oro e di azzurro (citato in LEOM) |
|        | Guasco di Clavières (Bricherasio, Paesi Bassi) Titolo: conti di Clavières Troncato dentato d'oro e d'azzurro, il secondo al leone del primo, tenente un anello con il diamante alias Inquartato, al 1° e 4° di rosso, a due zampe di leone, d'oro, strappate, affrontate, poste in fascia, tenenti un anello d'oro, con un diamante al naturale, incastonato, sormontato da un breve svolazzante scritto del Motto C'EST MON DESIR; al 2° e 3° trinciato dentato d'oro e d'azzurro alias Inquartato, al 1° e 4° di rosso, a due zampe di leone, d'oro, strappate, affrontate, poste in fascia, tenenti un anello d'oro, con un diamante al naturale, incastonato; al 2° e 3° trinciato dentato d'oro e d'azzurro Motto: C'est mon désir (citato in (18)) |
|        | Guascone (Palermo, Milazzo, Firenze) Titolo: marchese di Villamena d'azzurro a tre scaglioni di oro, il secondo sormontato da una crocetta potenziata dello stesso (citato in (4) – Vol. III pag. 608, in (19), in Mango e in (25)) d'azzurro, con tre caprioli d'oro, il secondo sormontato da una croce dello stesso (citato in (25)) 3 scaglioni di oro su azzurro - crocetta potenziata di oro tra il primo e il secondo scaglione su azzurro (citato in LEOM) Notizie storiche in Famiglie nobili di Sicilia. Ulteriori notizie storiche in Famiglie nobili di Sicilia. |
|        | Guascone (Vercellese ?) Trinciato, con la banda d'argento sulla partizione, al 1° d'azzurro, all'aquila coronata, di nero, cucita, al 2° ritrinciato di rosso e d'azzurro (citato in (18)) |
|        | Guasconi (Firenze) d'argento a tre scaglioni di nero alla crocetta di rosso sul vertice dello scaglione mediano (citato in (4) – Vol. III pag. 608) 3 scaglioni di nero su argento - il secondo scaglione cimato da una crocetta patente di rosso su argento (citato in LEOM) (DE) In Silber 3 schwarze Sparren, die oberen dazwischen begleitet von 1 roten Hochkreuz im Scheitel (citato in (28)) (Immagine nella Raccolta stemmi Trippini (JPG).) |
|        | Guasconi (Firenze) D'argento, a tre scaglioni di nero alias D'argento, a tre scaglioni di nero, lo scaglione mediano cimato da una crocetta patente di rosso alias D'argento, a tre scaglioni di nero, lo scaglione mediano cimato da uno scudetto di Francia alias D'argento, a tre scaglioni di nero, lo scaglione mediano cimato da una crocetta patente di rosso, il tutto abbassato sotto la croce di santo Stefano posta nel capo alias D'argento, a tre scaglioni di nero, lo scaglione mediano cimato da uno scudetto di Francia, il tutto abbassato sotto la croce di santo Stefano posta nel capo alias D'argento, a tre scaglioni di nero e a tre scudetti posti tra i due scaglioni superiori: il centrale di verde pieno, quello di destra troncato di rosso e d'oro, al leone attraversante d'argento, quello di sinistra troncato di rosso e d'argento (citato in (15)) |
|        | Guasconi (Toscana) (DE) In Silber 3 schwarze Sparren, der mittlere goldbordiert, die unteren dazwischen begleitet von 1 roten Hochkreuz im Scheitel (citato in (28)) |
|        | Guasconti (Firenze) D'azzurro, alla lettera maiuscola H d'oro, sostenente sulla traversa una croce latina dello stesso, e sormontata da un lambello a quattro pendenti di rosso (citato in (15)) |
|        | Guasparini (Pescia) Di..., al monte di sei cime di..., sormontato da una stella a otto punte di... (citato in (15)) |
|        | Guasta la Marca (Cesena) (la blasonatura non è stata ancora caricata) (citato in BLCW) Immagine in Blasone Cesenate. |
|        | Guastamiglio (Vigevano, Saluzzo) Troncato, al 1° d'oro, allo scaglione d'azzurro, carico di tre stelle del campo e sormontato da una stella, d'azzurro; al 2° di rosso, a tre pianticelle di miglio, d'oro alias Di rosso, allo scaglione rovesciato d'azzurro, cucito, carico di cinque stelle (8) d'oro, accompagnato in punta da tre pennacchi (forse un'imperfetta rappresentazione delle tre pianticelle di miglio), d'oro, con il capo di nero, carico di una stella (8), d'oro (citato in (18)) |
|        | Guastapani (Firenze) D'argento, alla branca di leone di nero armata di rosso, posta in banda (citato in (15)) |
|        | Guastavillani d'azzurro, al serpente d'argento, piegato in doppio giro, coronato dello stesso (citato in (6) – pag. 148) |
|        | Guastavillani (Bologna) inquartato: nel 1º e 4º d'azzurro, a tre armille d'argento; nel 2ºe 3º d'azzurro, al serpente d'argento, piegato in doppio giro, coronato dello stesso (citato in (11) – pag. 414) |
|        | Guastavillani (Cesena) (la blasonatura non è stata ancora caricata) (citato in BLCW) Immagine in Blasone Cesenate. |
|        | Guastavino (Genova) troncato: al 1º di azzurro all'anfora d'argento versante vino in una coppa pure d'argento; al 2º ritroncato: a) d'oro all'aquila di nero nascente; b) d'azzurro pieno (citato in (4) – Vol. III pag. 609) troncato di azzurro all'anfora di argento posta in sbarra versante vino in una coppa dello stesso - ritroncato di oro e di azzurro - l'oro caricato di una aquila nascente dalla partizione di nero coronata di oro (citato in LEOM) alias d'azzurro alla fascia d'oro carica di un'aquila nascente coronata di nero; accostata in capo da due anfore d'argento, una versante vino nell'altra al naturale (citato in (4) – Vol. III pag. 609) aquila nascente coronata di nero su fascia di oro su azzurro - anfora di argento posta in sbarra versante vino in una altra anfora dello stesso posta in palo in alto su azzurro (citato in LEOM) alias d'azzurro a due anfore d'argento versanti vino una nell'altra (citato in (4) – Vol. III pag. 609) 2 anfore di argento di cui una posta in sbarra versante vino in un'altra dello stesso posta in palo su azzurro (citato in LEOM) |
|        | Guastella (Chiaramonte Gulfi) Titolo: barone del Piano del Grillo, nobile dei baroni del Piano del Grillo d'azzurro alla campagna mareggiata d'argento, con l'avambraccio vestito di rosso uscente in banda dal mare verso sinistra, ed indicante con la mano di carnagione una stella d'argento, posta nel cantone destro del capo (citato in (4) – Vol. III pag. 610, in (19), in Mango e in (25)) avambraccio destro vestito di rosso uscente da mare fluttuoso di argento e di azzurro su azzurro indicante con la mano di carnagione - stella (5 raggi) di argento posta in alto a sinistra su azzurro (citato in LEOM) Notizie storiche in Famiglie nobili di Sicilia. |
|        | Guastelloni (Siena) D'argento, al palo di rosso alias D'argento, al palo d'oro (citato in (15)) |
|        | Guasto (Sicilia) di rosso, con un leone di oro impugnante una spada d'argento alta in palo, sormontato da tré stelle di oro allineate in fascia (citato in (25)) Notizie storiche in Famiglie nobili di Sicilia. |

### Guaz
| Stemma | Casato e blasonatura |
| ------ | --- |
|        | Guazzalotri (Prato) D'oro, a tre bande di verde (citato in (15)) |
|        | Guazzalotri (Firenze) Fasciato di sei pezzi d'argento e di nero alias Fasciato di sei pezzi di nero e d'argento alias Fasciato di sei pezzi di nero e d'argento, al capo d'Angiò alias Fasciato di sei pezzi di... e di..., il primo pezzo seminato di gigli coricati di... alias Partito: nel 1° di nero, a due fasce d'argento, e al capo losangato d'argento e di...; nel 2° troncato d'argento e di..., alla ghirlanda di verde posta nel primo (citato in (15)) |
|        | Guazzalotri (Toscana) (DE) Unter 1 blauen Schildhaupt, darin 1 vierlätziger roter Turnierkragen mit je 1 goldenen Lilie zwischen den Lätzen (Capo d'Angiò), in Schwarz 2 silberne Balken (citato in (28)) |
|        | Guazzaroni (Amelia) Titolo: Nobili d'azzurro, al leone d'oro impugnante una alabarda, posta in palo, d'argento innestata ad un'asta di legno al naturale, alla nappa di rosso nel punto d'innesto (citato in (2) – pag. 19 e in DAlena) d'azzurro al leone d'oro sostenente una picca d'argento astata di legno al naturale con una nappa di rosso nel punto d'innesto fra la picca e l'asta (citato in (4) - Vol. III pag. 610) leone rampante di oro su azzurro tenente nelle zampe anteriori una alabarda (picca) di argento con nappa di rosso nel punto di unione con una asta di legno al naturale posta in palo su azzurro (citato in LEOM)                                         |
|        | Guazzesi (Arezzo, Firenze) D'azzurro, al fiume in banda di verde, accompagnato da due crescenti montanti d'oro, 1.1 (citato in (15)) |
|        | Guazzi (Bologna) leone rampante di oro bandiera di argento con asta cimata da testa umana dello stesso in destra su rosso (citato in LEOM) |
|        | Guazzo (Trino) Titolo: consignori di Rosignano Di verde, al leone coronato d'oro, con il capo d'oro, all'aquila coronata di nero Motto: Nosce te ipsum (citato in (18)) |
|        | Guazzo (Casale, Pavia) Titolo: consignori di Olivola Di verde, al leone coronato, d'oro, con il capo d'oro, all'aquila coronata, di nero alias Troncato d'azzurro e di rosso (?), al leone al naturale, con il capo d'oro (citato in (18)) |
|        | Guazzone (la blasonatura non è ancora caricata) (citato in (4) – Vol. III pag. 610) |
|        | Guazzone (Lobbi, Genova, Torino) Titolo: conti con il predicato di Passalacqua D'azzurro, a tre semivoli, d'oro, 2, 1 (citato in (18)) |
|        | Guazzone di Passalacqua (Torino) 3 ali sinistre di oro su azzurro poste 2,1 (citato in LEOM) |
|        | Guazzoni (Tortona) Fasciato di rosso e d'argento, con il capo d'oro, carico di un'aquila coronata, di nero (citato in (18)) |
|        | Guazzoni (Cremona) inquartato di porpora e d'argento (citato in BLCR) Immagine in Blasonario Cremonese (archiviato dall'url originale il 5 marzo 2017). alias inquartato di rosso e d'argento (citato in BLCR) Immagine in Blasonario Cremonese (archiviato dall'url originale il 5 marzo 2017). |
|        | Guazzugli di azzurro all'albero nodrito sulla pianura erbosa, col tronco accollato da due serpi con la testa di donna il tutto al naturale (citato in (4) – Vol. III pag. 611) |
|        | Guazzugli di azzurro all'albero al naturale sorgente dal fondo del mare e accostato da due sirene di carnagione poste in maestà, e con le code sott'acqua passate due volte a croce di S. Andrea intorno all'albero (citato in (4) – Vol. III pag. 611) |
|        | Guazzugli Bonaiuti (Pergola, Pesaro) partito: nel 1º di azzurro all'albero nodrito sulla pianura erbosa, col tronco accollato da due serpi con la testa di donna il tutto al naturale (Guazzugli); nel 2º di azzurro al leone d'oro rampante, tenente nelle branche tre cipressi d'oro, e nutriti sul terreno di verde (Bonaiuti) (citato in (4) – Vol. III pag. 611) albero nodrito su terrazzo tutto al naturale su azzurro - il tronco accollato da 2 serpi terminanti con testa di donna in maestà tutto al naturale - leone rampante di oro su terrazzo di verde su azzurro tenente con le zampe anteriori 3 alberi cipressi di oro nascenti dal terrazzo su azzurro (citato in LEOM) |
|        | Guazzugli Marini (Pergola) partito: nel 1º di azzurro all'albero al naturale sorgente dal fondo del mare e accostato da due sirene di carnagione poste in maestà, e con le code sott'acqua passate due volte a croce di S. Andrea intorno all'albero (Guazzugli); nel 2º di azzurro all'ippogrifo rampante d'oro sormontato da una corona d'oro all'antica (Marini) (citato in (4) – Vol. III pag. 611) albero al naturale uscente dalla punta su mare fluttuoso di azzurro su azzurro - 2 sirene di carnagione poste in maestà con le code passate 2 volte in croce di Sant'Andrea afferranti il tronco su azzurro - grifo rampante coronato di oro su azzurro (citato in LEOM)           |

### Gub
| Stemma | Casato e blasonatura |
| ------ | --- |
|        | Gubernatis (Sospello, Roma) Titolo: nobili; conti Troncato di rosso e d'argento, carico di sei crocette trifogliate, con il piede appuntito, dell'uno nell'altro, tre di sopra, male ordinate, e tre di sotto (citato in (18))            |
|        | Gubernatis Titolo: conti Troncato di rosso e d'oro, carico di sei crocette trifogliate, (con il piede appuntito), dell'uno nell'altro, (tre di sopra, male ordinate, e tre di sotto) Motto: Patrum decus calamo resumpsi (citato in (18)) |
|        | Guberto(Venezia) (FR) Parti, au 1, d'azur, à un cygne d'argent, au 2, de gueules, à la fasce d'or. (citato in http://www.euraldic.com/lasu/bl/bl_g_ub.html)                                                                               |

### Guc
| Stemma | Casato e blasonatura |
| ------ | --- |
|        | Guccerelli o Guccerelli della Scala (Firenze) Troncato d'azzurro e d'oro, a tre stelle a otto punte, 2.1, dell'uno nell'altro (citato in (15)) alias D'azzurro, alla fascia d'oro accompagnata da tre stelle a otto punte dello stesso, 2.1 (citato in (15)) (DE) In Blau 1 goldener Balken, begleitet oben von 2, unten von 1 achtstrahligen goldenen Stern (citato in (28)) |
|        | Guccerelli (Toscana) (DE) In Blau 1 goldener Schräglinksbalken, begleitet oben von 1, unten der Figur nach von 2 achtstrahligen goldenen Sternen (citato in (28)) |
|        | Gucci (Siena) Di..., al monte di tre cime di..., cimato da una biscia guizzante in palo di... (citato in (15)) |
|        | Gucci (Siena) Troncato ondato d'oro e di nero (citato in (15)) |
|        | Gucci (San Miniato, Fiesole, Firenze) d'azzurro, a tre pali di rosso bordati d'argento; al capo d'oro caricato a destra di una ruota del primo ed a sinistra di una rosa del secondo. (citato in (2) – pag. 406, in (4) - Vol. III pag. 613 e in DAlena) D'azzurro, a tre pali di rosso bordati d'argento; e al capo d'oro caricato a destra di una ruota d'azzurro, e a sinistra di una rosa di rosso (citato in (15)) 3 pali di rosso bordati di argento su azzurro - ruota di azzurro a sinistra - rosa di rosso a destra su oro in capo (citato in LEOM) |
|        | Gucci (Firenze) troncato: nel primo di oro alla ruota d'azzurro sinistrata da una rosa di rosso; nel secondo d'azzurro a tre gemelle di argento in palo (citato in (4) – Vol. III pag. 613) ruota di azzurro a sinistra - rosa di rosso a destra sull'oro del troncato di oro e di azzurro - 3 gemelle in palo di argento su azzurro (citato in LEOM) |
|        | Gucci di azzurro alla banda d'oro accostata da due bisanti dello stesso, al capo d'azzurro caricato di tre gigli d'oro ordinati in fascia (citato in (4) – Vol. III pag. 613) |
|        | Gucci o Gucci di Dino (Toscana) (DE) In Gold 1 roter Schrägbalken, beidseitig begleitet von je 1 roten Rose (citato in (28)) |
|        | Gucci Boschi (Bologna, Russi (Ravenna)) partito di azzurro alla banda d'oro accostata da due bisanti dello stesso, al capo d'azzurro caricato di tre gigli d'oro ordinati in fascia (Gucci); e d'argento a tre cipressi di verde nudriti sopra una terrazza dello stesso, al capo d'azzurro caricato di tre gigli d'oro ordinati in fascia (Boschi) (citato in (4) – Vol. III pag. 613) banda di oro accompagnata da - 2 palle dello stesso poste in sbarra su azzurro - 3 alberi cipressi nodriti su terrazzo di verde su argento - 2 capi di Francia (citato in LEOM) |
|        | Gucci Boschi (Bologna) banda di oro su azzurro - 2 palle di oro poste in sbarra su azzurro - capo d'Angiò - 3 alberi (cipressi) al naturale su ristretto di verde su argento - capo d'Angiò (citato in LEOM) |
|        | Gucci di Dino (Firenze) D'oro, alla banda di rosso, accompagnata da due rose dello stesso, 1.1 alias D'oro, alla banda di rosso, accompagnata da due rose dello stesso, 1.1; con il capo di Libertà (citato in (15)) |
|        | Gucci Orlandini (Firenze) D'azzurro, alla banda d'oro caricata di tre palle di rosso (citato in (15)) |
|        | Gucci Tolomei (Toscana) (DE) In Blau 1 mit 3 grünen Kleeblättern der Figur nach belegter goldener Schrägbalken (citato in (28)) |
|        | Guccia (Palermo) Titolo: marchesi di Ganzaria; nobile dei marchesi di Ganzaria d'azzurro alla campagna mareggiata, una conchiglia bivalve sormontata da otto gocce, accostate da due stelle il tutto d'argento (citato in (19)) d'azzurro alla campagna mareggiata, sostenente una conchiglia bivalva sormontata da 8 gocce, 3, 2, 2, 1, accostate da due stelle di 7 raggi il tutto d'argento (citato in (4) – Vol. III pag. 614, in Mango e in (25)) campagna mareggiata di azzurro sostenente una - conchiglia bivalva aperta di argento sormontata da - 8 gocce dello stesso poste 3,2,2,1 nell'atto di cadere nella conchiglia - tali gocce affiancate da 2 stelle (7 raggi) di argento in alto su azzurro (citato in LEOM) Notizie storiche in Famiglie nobili di Sicilia. |
|        | Guccianti (Firenze) Di..., alla roccia obliqua destra di..., sormontata da una cometa ondeggiante in banda di..., poggiante a destra (citato in (15)) |
|        | Guccio o Guccy (Sicilia) partito di nero e d'argento, al monte d'oro sorgente dalla punta, sostenente una croce di nero, trattenuta da due leoni controrampanti, dell'uno nell'altro (citato in Mango) |
|        | Guccione di Licata (Sicilia) d'azzurro, con una città a sei torri d'argento ed un leone d'oro broccante (citato in (25)) Notizie storiche in Famiglie nobili di Sicilia. |
|        | Guccius (Toscana) (DE) In Blau 1 schräggelegte abgerissene silberne Löwenpranke, im linken Obereck und im rechten Untereck begleitet von je 1 silbernen Rose (citato in (28)) |
|        | Guccius Nuccij (Toscana) (DE) In Silber 3 naturfarbene Zypressen, 1 grünen Schildfuß besetzend und je überhöht von 1 achtstrahligen blauen Stern (citato in (28)) |
|        | Guccy (Sicilia) d'azzurro, con un monte d'oro sormontato da una croce gigliata dello stesso, trattenuta da due leoni di argento (citato in (25)) Notizie storiche in Famiglie nobili di Sicilia. |

### Gue
| Stemma | Casato e blasonatura |
| ------ | --- |
|        | Guelfi d'azzurro al cervo di un monte roccioso movente dalla punta dello scudo verso destra con un pino nodrito sulla vetta, il tutto al naturale (citato in (2) – pag. 127) |
|        | Guelfi di azzurro al cervo saliente sopra un monte roccioso sulla campagna verso destra con un pino nodrito sulla vetta, il tutto la naturale (citato in (4) – Vol. III pag. 615) |
|        | Guelfi (Siena) Di rosso, al semivolo abbassato d'oro (citato in (15) e (32)Tavoletta 71 pag. 182) |
|        | Guelfi (Sarteano) (la blasonatura non è stata ancora caricata) (citato in BNDD) Immagine ne L'araldica sarteanese nei secoli. |
|        | Guelfi (Sansepolcro) D'azzurro, al cervo saliente ad un pino, nodrito su una roccia movente dalla campagna e poggiante a destra; il tutto al naturale e sormontato dal capo cucito d'Angiò (citato in (15)) |
|        | Guelfi Camajani (Firenze, San Sepolcro, Arezzo) partito: nel 1º d'azzurro al cervo di un monte roccioso movente dalla punta dello scudo verso destra con un pino nodrito sulla vetta, il tutto al naturale (Guelfi); nel 2º d'azzurro alla banda d'oro (Camajani); la partizione sormontata dal capo d'Angiò comune alle due armi. Lo scudo accollato alla Croce di Santo Stefano di Toscana. (citato in (2) – pag. 127, in (4) - Vol. III pag. 615 e in DAlena) cervo rampante contro una roccia cimata da un albero di pino su terrazzo tutto al naturale su azzurro - banda di oro su azzurro - capo d'Angiò (citato in LEOM) Motto: Altiora! |
|        | Guelfi Camaiani (Arezzo) Partito: nel 1° d'azzurro, al cervo saliente ad un pino nodrito su una roccia movente dalla campagna e poggiante a destra, il tutto al naturale e sormontato dal capo cucito d'Angiò; nel 2° d'azzurro, alla banda d'oro sormontata dal capo cucito d'Angiò (citato in (15)) |
|        | Gueli (Naro) d'argento, a sei bande di rosso (citato in Mango) alias di rosso, a quattro sbarre d'argento (citato in Mango e in (25)) Notizie storiche in Famiglie nobili di Sicilia. |
|        | Guelpa (Biella) Titolo: consignori di Castellengo Troncato, il 1° d'azzurro al cigno passante d'argento, il 2° d'argento alla volpe passante di nero Motto: Callide sed candide (citato in (18)) |
|        | Guerci (Ovada) Troncato: nel 1° d'argento, a cinque gigli d'oro, ordinati in fascia; nel 2° d'azzurro, a quattro colonne d'argento, affacciate su un mare d'azzurro, sostenenti sulla fascia d'oro della partizione cinque torri di rosso, finestrate e aperte di nero (citato in (31)) |
|        | Guerci o De Guerciis o Guercio (Messina) d'azzurro, alla fascia d'argento, accompagnata da tre stelle male ordinate dello stesso (citato in Mango) |
|        | Guercio o Guerci (Savigliano) Titolo: signori di Monasterolo, Scarnafigi D'azzurro, al decusse di rosso, cucito, accantonato da tre gigli d'oro, male ordinati, il decusse carico di cinque conchiglie di nero, cucite (citato in (18)) |
|        | Guerillo o Gueriglio o Guarilli (Pinerolo, Torino) Titolo: conti di Avuglione Troncato, al 1º d'argento, a tre merlotti di nero, ordinati in fascia, beccati e membrati di rosso, al 2º d'argento, a tre bande di rosso Motto: In Domino confido (citato in (18)) |
|        | Guerini o Guerini delle Ruote (Toscana) (DE) In Blau 1 eintürmige naturfarbene Burg mit naturfarbenem Tor, 1 grünen Schildfuß besetzend und oben besetzt mit 1 naturfarbenen Schlange, diese 1 grünen Pflanzenstengel im Maul haltend (citato in (28)) |
|        | Guerinoni o Guarinoni o Guarinonus o De' Guarinonibus (Val Brembana) Troncato; nel 1° di rosso al castello ad una torre d'argento, affiancato da due fontane scorrenti dello stesso; nel 2° sbarrato d'argento e di rosso (citato in Stemmi della Val Brembana (archiviato dall'url originale il 6 gennaio 2013).) |
|        | Guernieri (Firenze) Troncato: nel 1° d'oro pieno; nel 2° fasciato ondato d'azzurro e d'oro alias Fasciato ondato d'azzurro e d'oro, al capo d'oro pieno (citato in (15)) |
|        | Guernieri (Siena) D'azzurro, alla fascia d'argento, accompagnata in capo da una lettera G d'oro, e in punta da tre stelle a otto punte dello stesso, 2.1 (citato in (15)) |
|        | Guerra (Monselice) Titoli: Nobile inquartato: al 1º e 4º d'argento alla spada posta all'ingiù e in banda, sostenente un uccello ed accompagnata in punta da un monte sostenente un uccello simile, il tutto di rosso; al 2º e 3º d'oro a tre stelle (6) d'azzurro, nel 3º male ordinate (citato in (4) – Vol. III pag. 616) spada posta in banda punta al basso sostenente un uccello di rosso su argento - monticello di rosso uscente dalla partizione cimato da un uccello dello stesso su argento - 3 stelle (6 raggi) di azzurro poste 2,1 su oro - 3 stelle (6 raggi) di azzurro poste 1,2 su oro (citato in LEOM) |
|        | Guerra (Asolo (Treviso)) Titoli: Nobile d'azzurro all'elmo d'argento col pennacchio di quattro penne di struzzo tinte in rosso, al naturale (citato in (4) – Vol. III pag. 616) elmo di argento posto di tre quarti con pennacchio di 4 piume di rosso su azzurro (citato in LEOM) |
|        | Guerra (Massa in Lunigiana) di rosso al trofeo d'armi antiche di argento, col capo di azzurro carico di una stella di 8 raggi d'oro e sostenuto d'argento (citato in (4) – Vol. III pag. 616) trofeo d'armi antiche di argento su rosso - stella (8 raggi) di oro su azzurro in capo - trangla di argento (citato in LEOM) |
|        | Guerra (Massa) Di rosso, al trionfo d'armi antiche d'argento e al capo d'azzurro, sostenuto da una divisa d'argento, caricato di una stella a otto punte d'oro alias Partito: nel 1° di rosso, al trionfo d'armi antiche d'argento e al capo d'azzurro, sostenuto da una divisa d'argento, caricato di una stella a otto punte d'oro; nel 2° d'azzurro, al toro d'argento fermo sul terreno al naturale, accompagnato in capo da una stella a otto punte d'oro (citato in (15) e in DAlena) |
|        | Guerra (Asolo) Troncato d'azzurro e di rosso alla cotta d'arme d'argento alias d'azzurro al destrocherio armato di una spada il tutto di nero (citato in DAlena) |
|        | Guerra (Bra, Cherasco, Torino) Titolo: marchesi di Caresana, Perlo; consignori di Ceva, Montalto, Niella, S. Michele, Torricella Inquartato, al 1º e 4º di rosso, a due bande d'argento, al 2º e 3º d'oro, al cardo selvatico di tre rami, fiorito di rosso e di un pezzo per ogni ramo Motto: Ornat servita fidelis - Post tenebras spero lucem (citato in (18)) |
|        | Guerra (Moncalieri) Interzato in fascia, al 1° d'oro, all'aquila di nero, al 2° di rosso, al leone d'oro impugnante, con la zampa destra, un pugnale, in atto di ferire, al 3° d'argento, a tre bande d'azzurro Motto: Honos virtutis (citato in (18)) |
|        | Guerra (Chieri) D'azzurro, a due mazze d'armi d'argento, manicate d'oro, decussate, con il capo d'oro, carico di un'aquila di rosso Motto: Impavide (citato in (18)) |
|        | Guerra (Asti) Di rosso, a due bande d'argento Motto: Esperance de mieux avoir - Noli mem tangere (citato in (18)) |
|        | Guerra (Tortona) D'argento, allo scaglione interzato d'azzurro, di rosso e d'oro (citato in (18)) |
|        | Guerra (Barghe) tripartito di rosso alla piramide d'argento, sormontata da un destrocherio impugnante una spada (citato in Piovanelli) |
|        | Guerra (Cesena) (la blasonatura non è stata ancora caricata) (citato in BLCW) Immagine in Blasone Cesenate. |
|        | Guerra (Venezia) (FR) Taillé: au 1, de gueules, à un dragon ailé de sinople, au 2, barré d'or et d'azur. (citato in http://www.euraldic.com/lasu/bl/bl_g_ue.html) |
|        | Guerra Toretti (Massa, Montignoso) partito: nel primo di rosso al trofeo di armi antiche di argento; col capo di azzurro carico di una stella di 8 raggi d'oro e sostenuto d'argento (Guerra); nel secondo d'azzurro al toro d'argento fermo sulla pianura al naturale e sormontato da una stella di 8 raggio d'oro (Toretti) (citato in (4) – Vol. III pag. 616) trofeo d'armi antiche di argento su rosso - stella (8 raggi) di oro su azzurro in capo - trangla di argento - toro di argento fermo su terrazzo al naturale su azzurro - stella (8 raggi) di oro in alto su azzurro (citato in LEOM) |
|        | Guerrazzi (Firenze) Di..., al leone di..., tenente una ferza di... (citato in (15)) |
|        | Guerrazzi (Pisa) Leone leopardito (citato in DAlena) |
|        | Guerrera o Guerreri o Guerrero o Gurreri (Caltagirone, Catania, Mineo) Titolo: barone di Montebello partito: nel 1° d'argento, a due bande di rosso, sinistrate nel capo da una rosa dello stesso; nel 2° di rosso, a due bande d'argento, addestrate nella punta da una rosa del medesimo (citato in Mango) alias (troncato: nel 1º d'argento, a due sbarre di rosso, addestrate nel capo da una rosa dello stesso; nel 2º di rosso, a due sbarre d'argento, addestrate in capo da una rosa dello stesso) (citato in Mango e in (25)) Corona di barone Notizie storiche in Famiglie nobili di Sicilia. |
|        | Guerretti (Firenze) D'azzurro, al sinistrocherio armato al naturale, tenente una spada alta d'argento, guarnita d'oro e cimata da una stella a otto punte dello stesso (citato in (15)) |
|        | Guerri (Toscana) (DE) In Silber 3 blaue Schrägbalken (citato in (28)) |
|        | Guerrieri (Fabriano) d'oro alle due palme di verde a croce di S. Andrea, sostenenti un monte di 3 cime di verde all'italiana, con in cima una testa di cane al naturale; in punta una testa di verro al naturale (citato in (4) – Vol. III pag. 617) 2 foglie di palma incrociate di verde reggenti - monte a 3 cime dello stesso cimato dalla testa di un cane di profilo al naturale su oro - testa di verro al naturale uscente dalla punta su oro (citato in LEOM) |
|        | Guerrieri (Fermo, Porto S. Giorgio) di oro al leone al naturale linguato di rosso e rampante con la banda d'azzurro attraversante (citato in (4) – Vol. III pag. 617) banda di azzurro su - leone rampante al naturale su oro (citato in LEOM) alias di rosso (talora di argento) al leone d'oro sostenente un elmo dello stesso (talvolta di argento) rivoltato. Questo aveva per sostegno un leone sedente con il capo nascosto entro un elmo chiuso avente per cimiero una zampa artigliata d'aquila; il leone seguito da un verro (citato in (4) – Vol. III pag. 617) leone rampante di oro su argento tenente un elmo di oro rivolto tra le anteriori (citato in LEOM) alias leone rampante di oro su rosso tenente un elmo di oro rivolto tra le anteriori (citato in LEOM) |
|        | Guerrieri (Sarzana) troncato d'azzurro e d'oro colla spada nuda manicata d'oro e rivoltata, accompagnata in capo da due fiordalisi d'oro e alla fascia di rosso attraversante sulla partizione e sul tutto (citato in (4) – Vol. III pag. 618) fascia di rosso su - spada al naturale guernita di oro posta in palo punta in alto su troncato di azzurro e di oro - 2 gigli di oro posti ai lati della punta su azzurro (citato in LEOM) |
|        | Guerrieri (Torino) Titolo: conti di Fontanafredda, Mirafiori partito, al 1º d'azzurro al mastio di fortezza, torricellato di due pezzi, il tutto d'oro. sostenente un rosaio al naturale, fiorito di tre pezzi, nodrito di un vaso d'oro; al 2º d'oro alla fontana al naturale, formata da una coppa di marmo ed uno zampillo d'acqua rovesciantesi ai due lati; col capo di rosso sul tutto caricato di un avambraccio, movente dal fianco sinistro, vestito d'azzurro, tenente colla mano di carnagione una spada, il tutto posto in fascia (citato in (4) – Vol. III pag. 618 e in (18)) muro di fortezza di oro uscente dalla punta e dai lati a 2 torri dello stesso su azzurro - tra le torri vaso di oro cimato da una pianta di rose fiorita di 4 pezzi stelata e fogliata di verde su azzurro - fontana a 2 vasche e 2 zampilli di argento su oro - avambraccio destro vestito di azzurro uscente da destra impugnante con la mano di carnagione una spada posta in fascia punta a sinistra su rosso in capo (citato in LEOM) Motto: Dio, patria, famiglia |
|        | Guerrieri e Guerrieri Gonzaga (Mantova) Titolo: marchesi di Mombello Monferrato; conti di Conzano D'oro, al leone d'argento, cucito, con la banda d'azzurro, attraversante alias Partito, al 1° d'oro, stellato d'argento, al leone dello stesso, con la banda d'azzurro, attraversante, al 2° di Gonzaga Motto: Belli et pacis amor - Belli ac pacis amator (citato in (18)) |
|        | Guerrieri (Verona, Torino, Roma) inquartato: al 1º e 4º di rosso al leone con la banda attraversante, il tutto di oro; al 2º e 3º di rosso a due braccia armate affrontate e con le spade incrociate, accompagnate in punta da un monte di tre cime, il tutto al naturale, con il capo d'azzurro a una stella (6) d'argento (citato in (4) – Vol. III pag. 619) banda di oro su - leone rampante dello stesso su rosso - 2 avambracci armati afferranti con le mani di carnagione 2 spade incrociate uscenti dai lati tutto al naturale su rosso - 3 monti al naturale di verde uscenti dalla partizione - stella (6 raggi) di argento su azzurro in capo (citato in LEOM) Cimiero: il leone d'oro nascente tenente una spada (Immagine nella Raccolta stemmi Trippini (JPG).) |
|        | Guerrieri (Firenze) D'oro, al grifone di rosso, e alla banda attraversante d'argento caricata di tre gigli di rosso posti nel senso della pezza (citato in (15)) |
|        | Guerrieri Gonzaga (Roma, Sustinente (Mantova) d'oro, al leone d'argento con la banda d'azzurro attraversante sul tutto (citato in (4) – Vol. III pag. 619) banda di azzurro su - leone rampante di argento su oro (citato in LEOM) Cimiero: gran zampa d'aquila di nero, rovesciata Motto: Belli ac pacis amator |
|        | Guerrini (Roma, Firenze) di rosso a tre spade d'argento con l'impugnatura d'oro, le punte a sinistra, disposte in fascia una dopo l'altra. Capo di azzurro, caricato di tre stelle a sei raggi, ordinate in fascia, sostenuto da una trangla, il tutto d'argento (citato in (4) – Vol. III pag. 621) 3 spade di argento poste un sull'altra in fascia l'elsa a sinistra su rosso - 3 stelle (5 raggi) di oro su azzurro in capo - trangla di argento (citato in LEOM) |
|        | Guerrini (Pesaro) di azzurro alla fascia di rosso cucita, ed arcuata, con il liocorno al naturale rampante e attraversante tenente con la zampa destra una spada posta in banda, accompagnata in capo da tre gigli d'oro male ordinati (citato in (4) – Vol. III pag. 621) liocorno rampante di argento tenente con la destra una spada posta in banda dello stesso su - fascia alzata convessa di rosso su azzurro - 3 gigli di oro posti 1,2 su azzurro in alto (citato in LEOM) |
|        | Guerrini (Firenze) D'argento, alla torre di due piani di rosso, cimata da tre fiori d'azzurro, stelati e fogliati di verde, e accostata da due bisce di verde guizzanti in palo affrontate alias D'argento, alla torre di due piani di rosso, cimata da tre gigli di giardino d'azzurro, stelati e fogliati di verde, e accostata da due bisce di verde guizzanti in palo affrontate alias Di rosso, alla torre di due piani d'argento, cimata da tre fiori d'azzurro, stelati e fogliati di verde (citato in (15)) |
|        | Guerrini (Cesena) (la blasonatura non è stata ancora caricata) (citato in BLCW) Immagine in Blasone Cesenate. |
|        | Guerrini delle Ruote (Firenze) D'azzurro, alla torre d'argento fondata sul terreno al naturale, e cimata da una biscia nascente d'argento, tenente in bocca un ramoscello di verde (citato in (15)) |
|        | Guerrisi (Calabria Polistena Melicucco) Titolo: nobili D’oro, leone rampante di rosso tra le anteriori tenente un’ascia da guerra (citato in (30) e in BLASONARIO DELLA CALABRIA.) |
|        | Guerrisi (Calabria Cinquefrondi) Titolo: nobili Leone rampante rosso, appoggiato su un monte di tre cime verdi, da un sole raggiante d’oro con due stelle d’oro e la luna bianca, alla banda d’azzurro attraversante, il tutto con una corona d’oro. (citato in (31) e in BLASONARIO DELLA CALABRIA.) |
|        | Guerritore e Guerritore Broya (Napoli, Nocera, Pagani, Ravello) Titolo: barone, patrizio di Ravello di azzurro alla croce d'oro caricata di nove tende d'azzurro (citato in (4) – Vol. III pag. 622 e pag. 623) partito: nel 1º d'azzurro al leone rivolto d'oro con la spada impugnata con la bocca, e nel 2º d'oro a nove tende d'azzurro 3, 3, 3 (citato in (4) – Vol. III pag. 621 e in (19)) (citato in LEOM)(citato in DAlena e in Chiese di Ravello.) Motto: Aut mors aut libertas |
|        | Guerzi (Siena) D'oro, all'incudine di nero (citato in (15)) |
|        | Guevara (Abruzzo) (la blasonatura non è stata ancora caricata) (citato in DAlena) |
|        | Guevara o Gueguara (Siracusa) Titolo: barone della Chimisia inquartato: il 1° e 4° d'oro, a tre bande di rosso, caricata ciascuna da tre armellini del campo; il 2° e 3° di rosso, a cinque cuori d'oro, ordinati in decusse (citato in Mango e in (25)) Corona di barone Notizie storiche in Famiglie nobili di Sicilia. |
|        | Guevara o Guevara Suardo (Napoli, Roma) Titolo: duca di Bovino, Castellairola; marchese del Vasto, Arpaia; conte di Potenza, Ariano, Savigliano; barone di Montemalo inquartato: nel 1º e 4º d'oro con tre bande di nero caricate da tre cotisse d'ermellino, e nel 2º e 3º di rosso con cinque foglie di pioppo d'argento disposte 2, 1, 2 (citato in (4) – Vol. III pag. 623) inquartato, nel 1° e 4° d'oro a tre bande d'argento, filettate di nero e caricate ciascuna da tre fiocchetti d'ermellino (Guevara); nel 2°e 3° di rosso con cinque foglie di pioppo d'argento disposti 2-1-2 (Suardo) (citato in (24)) 3 bande di armellino bordate di nero su oro - 5 foglie di pioppo di argento poste in croce di Sant'Andrea su rosso (citato in LEOM) Notizie storiche in Nobili napoletani. |
|        | Guezzo o Guezzio (Saluzzo) D'argento, a tre ramarri, di verde, posti uno sull'altro Motto: Non viribus sed prudentia (citato in (18)) |